# Unione Sportiva Città di Palermo 2006-2007
Questa voce raccoglie le informazioni riguardanti l'Unione Sportiva Città di Palermo nelle competizioni ufficiali della stagione 2006-2007.

## Stagione

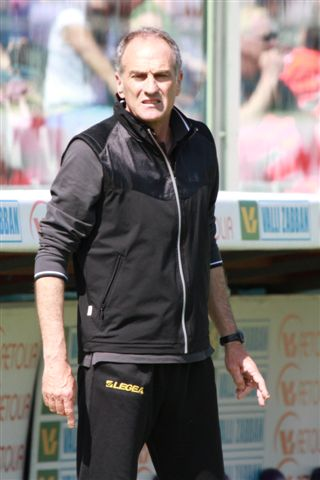
Francesco Guidolin, autore di un ottimo girone di andata prima di essere esonerato dal presidente Maurizio Zamparini

In vista della stagione 2006-2007 il Palermo acquistò, tra gli altri, Aimo Diana, Mark Bresciano, Fábio Simplício e, soprattutto, l'attaccante Amauri, ma vendette il terzino, appena laureatosi campione del mondo, Fabio Grosso, all'Inter.
Il Palermo incominciò "benissimo" il campionato, ottenendo risultati di prestigio, come le vittorie per 2-1 sul campo della Lazio e per 5-3 nel derby siciliano casalingo con il Catania; dopo appena 3 giornate il Palermo andò da solo, per la prima volta, in testa alla classifica della Serie A a punteggio pieno.
Grazie alla vittoria per 3-0 contro il Torino all'undicesima giornata, il Palermo stabilì la sua miglior striscia di vittorie consecutive in serie A: 5. Giovanni Tedesco, giocando tale partita, arrivò a quota 200 gare in serie A; inoltre, con questa vittoria, i rosanero mantennero ancora il primo posto assieme all'Inter, permanendovi fino al 18 novembre 2006, giorno in cui, perdendo in trasferta contro il Cagliari, fu superato in classifica dai nerazzurri, con i quali poi, nella giornata successiva, i siciliani persero lo scontro diretto per 1-2 e vennero scavalcati anche dalla Roma, posizionandosi terzi. Il Palermo chiuse il girone di andata al terzo posto pareggiando in seguito con il Parma e il Siena, perdendo un altro scontro diretto contro la Roma ma vincendo contro Ascoli, Livorno e Udinese.
I rosanero incominciarono bene anche in Coppa UEFA, eliminando i pericolosi londinesi del West Ham United al primo turno. Tuttavia il Palermo venne eliminato nella fase a gironi, finendo penultimo nel girone con Celta de Vigo, Eintracht Francoforte, Fenerbahçe e Newcastle Utd, nonostante la vittoria sul campo dei tedeschi.
In seguito ai gravi incidenti avvenuti il 2 febbraio 2007 durante e al termine della partita Catania-Palermo, terminata 1-2, durante i quali morì l'Ispettore Capo della Polizia di Stato Filippo Raciti, tutte le competizioni organizzate sotto l'egida della FIGC (dalla Serie A alle categorie giovanili) furono sospese "fino a nuova determinazione". Ripreso il campionato, complice l'infortunio di Amauri (rottura parziale del legamento crociato), per il Palermo incominciò una crisi di gioco e di risultati: il club, allora terzo, procedette a passo di retrocessione, con conseguente erosione del vantaggio accumulato e accantonamento delle speranze di qualificazione alla UEFA Champions League, troppo presto data per acquisita (a fine girone di andata erano 15 i punti di vantaggio sulla quinta). La squadra siciliana, così, fu superata in classifica dalle penalizzate per Calciopoli l'annata precedente Lazio e Milan, finendo al quinto posto. Il 27 dello stesso mese e anno ci fu poi il centesimo anniversario dei propri colori rosanero e all'indomani il Palermo pareggiò proprio contro i rossoneri del Milan (0-0).
Il Presidente Maurizio Zamparini esonerò l'allenatore Francesco Guidolin il 23 aprile 2007, in seguito alla sconfitta casalinga per 3-4 contro il Parma, allora terzultimo; vennero assunti al suo posto gli allenatori Renzo Gobbo e Rosario Pergolizzi, che successivamente esordirono con una vittoria per 2-1 in trasferta contro il Livorno, vittoria che mancava da 11 giornate, ma persero due partite consecutive, inclusa quella per 3-2 contro l'Ascoli ultimo e già retrocesso, che fecero scendere i rosanero al settimo posto e convinsero in seguito Zamparini a richiamare Guidolin sulla panchina rosanero per le ultime due giornate.
Grazie a due vittorie nelle suddette ultime due giornate, contro il Siena e l'Udinese, il Palermo terminò la stagione al quinto posto qualificandosi alla Coppa UEFA 2007-2008 per la terza volta consecutiva.
Sono stati comunque stabiliti molti record, tra i quali il piazzamento più alto di sempre in Serie A (5º posto; ma 6º posto a meno delle penalizzazioni inflitte a seguito di Calciopoli), il maggior numero di vittorie in trasferta in un campionato di Serie A (7) e il maggior numero di punti in un campionato di Serie A (58, poi superato e stabilitosi a 65 nella stagione 2009-2010).
La seconda stagione consecutiva in Coppa UEFA ha inizio con un preliminare di lusso, il 14 settembre a Londra contro il West Ham United di Tévez e Mascherano, dove il Palermo riesce a vincere con un gol di Andrea Caracciolo. Il ritorno in casa il 28 settembre è una festa del gol: il Palermo vince 3-0 con doppietta di Fábio Simplício e gol di David Di Michele.
Si passa alla fase a gironi. I primi avversari del Palermo sono i tedeschi dell'Eintracht Francoforte, dove in trasferta il 19 ottobre Franco Brienza e Cristian Zaccardo saranno i marcatori per il 2-1 finale per il Palermo: sembra il preludio per una nuova avventura europea, ma negli incontri successivi il sogno svanirà con la vittoria per 1-0 del Newcastle Utd a Palermo, la vittoria per 3-0 del Fenerbahçe in Turchia e il pareggio per 1-1 in casa contro il Celta Vigo.
Il Palermo, con 4 punti, arriva quarto nel girone e non si qualifica per la fase successiva soltanto per la differenza reti sfavorevole nei confronti del Fenerbahçe, quest'ultimo anche in vantaggio negli scontri diretti.
In Coppa Italia la squadra viene eliminata agli ottavi di finale dalla Sampdoria, dove per tutta la partita esordisce da titolare, per la prima volta, il giovane Salvatore Sirigu, portiere della Primavera giovanile e terzo portiere della prima squadra, che esordirà anche, per la sua seconda e ultima volta in prima squadra fino a quel momento, nella partita di Coppa UEFA contro il Fenerbahçe.

## Organigramma societario
Area direttiva
- Presidente: Maurizio Zamparini
- Vice Presidente: Guglielmo Micciché
- Amministratore delegato: Rinaldo Sagramola

Area tecnica
- Direttore sportivo: Rino Foschi
- Assistenti d.s.: Antonio Schio
- Allenatore: Francesco Guidolin, poi Renzo Gobbo con Rosario Pergolizzi, poi Francesco Guidolin
- Allenatore in seconda: Renzo Gobbo, poi nessuno, poi Renzo Gobbo
- Preparatore atletico: Adelio Diamante, Claudio Bordon e Francesco Chinnici, poi Claudio Bordon e Francesco Chinnici
- Preparatore dei portieri: Lorenzo Di Iorio, poi Roberto Corti, poi Lorenzo Di Iorio
- Magazzinieri: Pasquale Castellana, Paolo Minnone

Area sanitaria
- Coordinatore area sanitaria: Diego Picciotto
- Medico sociale: Roberto Matracia, Giuseppe Puleo
- Fisioterapisti: Giovanni Bianchi, Giorgio Gasparini, Alex Mario Maggi

## Divise e sponsor
| Casa | Trasferta |

## Rosa
| N. |                    | Ruolo | Calciatore        |
| -- | ------------------ | ----- | ----------------- |
| 1  | Italia (bandiera)  | P     | Federico Agliardi |
| 2  | Italia (bandiera)  | D     | Cristian Zaccardo |
| 3  | Italia (bandiera)  | D     | Cesare Bovo       |
| 4  | Italia (bandiera)  | C     | Giovanni Tedesco  |
| 5  | Italia (bandiera)  | C     | Eugenio Corini    |
| 7  | Uruguay (bandiera) | A     | Edinson Cavani    |
| 8  | Italia (bandiera)  | C     | Aimo Diana        |
| 9  | Polonia (bandiera) | A     | Radosław Matusiak |
| 10 | Italia (bandiera)  | A     | Andrea Caracciolo |
| 11 | Brasile (bandiera) | A     | Amauri            |
| 12 | Italia (bandiera)  | P     | Alberto Fontana   |
| 14 | Italia (bandiera)  | C     | Roberto Guana     |
| 15 | Italia (bandiera)  | D     | Paolo Dellafiore  |
| 16 | Italia (bandiera)  | D     | Mattia Cassani    |
| 17 | Italia (bandiera)  | A     | David Di Michele  |

| N. |                      | Ruolo | Calciatore            |
| -- | -------------------- | ----- | --------------------- |
| 18 | Italia (bandiera)    | C     | Francesco Parravicini |
| 18 | Uruguay (bandiera)   | C     | Guillermo Giacomazzi  |
| 20 | Italia (bandiera)    | P     | Salvatore Sirigu      |
| 21 | Italia (bandiera)    | D     | Giuseppe Biava        |
| 22 | Italia (bandiera)    | C     | Gianni Munari         |
| 22 | Italia (bandiera)    | C     | Maurizio Ciaramitaro  |
| 23 | Australia (bandiera) | C     | Mark Bresciano        |
| 26 | Italia (bandiera)    | D     | Marco Pisano          |
| 30 | Brasile (bandiera)   | C     | Fábio Simplício       |
| 32 | Italia (bandiera)    | D     | Ciro Capuano          |
| 43 | Italia (bandiera)    | D     | Andrea Barzagli       |
| 50 | Italia (bandiera)    | D     | Nicola Ficano         |
| 53 | Italia (bandiera)    | D     | Alberto Cossentino    |
| 90 | Italia (bandiera)    | A     | Franco Brienza        |

## Calciomercato

### Sessione estiva
| Acquisti | Acquisti              | Acquisti   | Acquisti                   |
| R.       | Nome                  | da         | Modalità                   |
| -------- | --------------------- | ---------- | -------------------------- |
| P        | Alberto Fontana       | Chievo     | definitivo                 |
| D        | Mattia Cassani        | Verona     | definitivo                 |
| C        | Mark Bresciano        | Parma      | definitivo                 |
| C        | Fábio Simplício       | Parma      | definitivo (5,5 milioni €) |
| C        | Roberto Guana         | Ascoli     | definitivo (3,5 milioni €) |
| C        | Aimo Diana            | Sampdoria  | definitivo (2 milioni €)   |
| C        | Gianni Munari         | Verona     | definitivo                 |
| C        | Francesco Parravicini | Fiorentina | compartecipazione          |
| A        | Amauri                | Chievo     | definitivo (3,8 milioni €) |

| Cessioni | Cessioni               | Cessioni         | Cessioni                          |
| R.       | Nome                   | a                | Modalità                          |
| -------- | ---------------------- | ---------------- | --------------------------------- |
| P        | Cristiano Lupatelli    | Fiorentina       | fine prestito                     |
| P        | Mariano Andújar        | Estudiantes (LP) | definitivo                        |
| D        | Christian Terlizzi     | Sampdoria        | definitivo                        |
| D        | Kewullay Conteh        | Atalanta         | definitivo                        |
| D        | Leandro Rinaudo        | Siena            | prestito                          |
| D        | Pietro Accardi         | Sampdoria        | definitivo                        |
| D        | Fabio Grosso           | Inter            | definitivo (6,5 milioni €)        |
| C        | Paul Constantin Codrea | Siena            | compartecipazione                 |
| C        | Mariano González       | Inter            | prestito                          |
| C        | Mario Alberto Santana  | Fiorentina       | definitivo (5 milioni €)          |
| C        | Simone Barone          | Torino           | definitivo (4 milioni €)          |
| A        | Stephen Makinwa        | Lazio            | compartecipazione (3,3 milioni €) |
| A        | Denis Godeas           | Chievo           | definitivo                        |

### Sessione invernale
| Acquisti | Acquisti             | Acquisti      | Acquisti   |
| R.       | Nome                 | da            | Modalità   |
| -------- | -------------------- | ------------- | ---------- |
| C        | Guillermo Giacomazzi | Lecce         | prestito   |
| A        | Edinson Cavani       | Danubio       | definitivo |
| A        | Radosław Matusiak    | GKS Bełchatów | definitivo |

| Cessioni | Cessioni              | Cessioni | Cessioni                         |
| R.       | Nome                  | a        | Modalità                         |
| -------- | --------------------- | -------- | -------------------------------- |
| C        | Gianni Munari         | Lecce    | prestito con diritto di riscatto |
| C        | Francesco Parravicini | Parma    | prestito con diritto di riscatto |

## Risultati

### Serie A

#### Girone di andata
| Arbitro: | Ayroldi (Molfetta) |

|                                                      |           |                                 |
| Bresciano 11’ Biava 17’ Corini 27’ (rig.) Amauri 67’ | Marcatori | 42’, 65’, 79’ (rig.) R. Bianchi |

| Arbitro: | Rizzoli (Bologna) |

|            |           |                     |
| Rocchi 73’ | Marcatori | 11’, 38’ Di Michele |

| Arbitro: | Trefoloni (Siena) |

|                                                                                |           |                                      |
| Gio. Tedesco 28’ Fábio Simplício 47’ Corini 69’ (rig.) Amauri 74’ Barzagli 81’ | Marcatori | 27’ Corona 65’ Mascara 90+3’ Spinesi |

| Arbitro: | Tagliavento (Terni) |

|                         |           |  |
| Saudati 28’ Almirón 54’ | Marcatori |  |

| Arbitro: | Farina (Novi Ligure) |

|  |           |            |
|  | Marcatori | 30’ Corini |

| Arbitro: | Banti (Livorno) |

|                                 |           |                                  |
| Bresciano 18’ Corini 45’ (rig.) | Marcatori | 14’ Doni 31’ Rivalta 56’ Tissone |

| Arbitro: | Rocchi (Firenze) |

|  |           |                          |
|  | Marcatori | 48’ Bresciano 74’ Amauri |

| Arbitro: | Pieri (Lucca) |

|                                    |           |           |
| Zaccardo 25’ Di Michele 41’ (rig.) | Marcatori | 7’ Riganò |

| Arbitro: | Messina (Bergamo) |

|                              |           |                               |
| Barzagli 32’ (aut.) Mutu 88’ | Marcatori | 8’ Di Michele 80’, 90’ Amauri |

| Arbitro: | Saccani (Mantova) |

|                         |           |  |
| Corini 35’ Zaccardo 70’ | Marcatori |  |

| Arbitro: | Palanca (Roma) |

|                                      |           |  |
| Corini 43’ Di Michele 69’ Amauri 89’ | Marcatori |  |

| Arbitro: | Bertini (Arezzo) |

|          |           |  |
| Pepe 90’ | Marcatori |  |

| Arbitro: | Rosetti (Torino) |

|              |           |                           |
| Amauri 45+1’ | Marcatori | 7’ Ibrahimović 61’ Vieira |

| Parma 3 dicembre 2006, ore 15:00 14ª giornata | Parma             | 0 – 0 referto | Palermo | Stadio Ennio Tardini\| Arbitro: \| Messina (Bergamo) \| |
| Arbitro:                                      | Messina (Bergamo) |               |         |                                                         |

| Arbitro: | Rocchi (Firenze) |

|                                    |           |  |
| Fábio Simplício 2’, 79’ Amauri 36’ | Marcatori |  |

| Arbitro: | Rizzoli (Bologna) |

|                                             |           |  |
| A. Mancini 44’, 83’ Totti 56’ (rig.), 90+1’ | Marcatori |  |

| Arbitro: | Gava (Conegliano Veneto) |

|                                                         |           |  |
| Bresciano 15’ Corini 53’ Gio. Tedesco 84’ Capuano 90+2’ | Marcatori |  |

| Arbitro: | Farina (Novi Ligure) |

|             |           |                     |
| Rinaudo 42’ | Marcatori | 41’ Fábio Simplício |

| Arbitro: | Morganti (Ascoli) |

|                             |           |  |
| Caracciolo 32’ Zaccardo 75’ | Marcatori |  |

#### Girone di ritorno
| Reggio Calabria 20 gennaio 2007, ore 20:30 20ª giornata | Reggina          | 0 – 0 referto | Palermo | Stadio Oreste Granillo\| Arbitro: \| Bertini (Arezzo) \| |
| Arbitro:                                                | Bertini (Arezzo) |               |         |                                                          |

| Arbitro: | Dondarini (Finale Emilia) |

|  |           |                                     |
|  | Marcatori | 45’, 78’ (rig.) Rocchi 52’ Siviglia |

| Arbitro: | Farina (Novi Ligure) |

|             |           |                               |
| Caserta 59’ | Marcatori | 50’ Caracciolo 83’ Di Michele |

| Arbitro: | Girardi (San Donà di Piave) |

|  |           |             |
|  | Marcatori | 47’ Almirón |

| Arbitro: | Stefanini (Prato) |

|                |           |              |
| Di Michele 23’ | Marcatori | 45+1’ Obinna |

| Arbitro: | Rosetti (Torino) |

|              |           |           |
| Zampagna 13’ | Marcatori | 58’ Diana |

| Palermo 28 febbraio 2007, ore 15:00 26ª giornata | Palermo           | 0 – 0 referto | Milan | Stadio Renzo Barbera\| Arbitro: \| Trefoloni (Siena) \| |
| Arbitro:                                         | Trefoloni (Siena) |               |       |                                                         |

| Arbitro: | Ayroldi (Molfetta) |

|                 |           |  |
| Riganò 45’, 65’ | Marcatori |  |

| Arbitro: | Messina (Bergamo) |

|            |           |          |
| Cavani 71’ | Marcatori | 33’ Mutu |

| Arbitro: | Morganti (Ascoli) |

|                  |           |            |
| Quagliarella 56’ | Marcatori | 53’ Cavani |

| Torino 1º aprile 2007, ore 15:00 30ª giornata | Torino            | 0 – 0 referto | Palermo | Stadio Olimpico\| Arbitro: \| Rizzoli (Bologna) \| |
| Arbitro:                                      | Rizzoli (Bologna) |               |         |                                                    |

| Arbitro: | Saccani (Mantova) |

|              |           |                                |
| Bresciano 3’ | Marcatori | 38’ (rig.), 86’ Suazo 82’ Pepe |

| Arbitro: | Rizzoli (Bologna) |

|                      |           |                              |
| Cruz 66’ Adriano 74’ | Marcatori | 3’ Caracciolo 45+1’ Zaccardo |

| Arbitro: | Rocchi (Firenze) |

|                                             |           |                                                          |
| Bresciano 36’ Di Michele 45+1’ Zaccardo 90’ | Marcatori | 25’ Budan 47’ Fernando Couto 71’ Gasbarroni 81’ G. Rossi |

| Arbitro: | Giannoccaro (Lecce) |

|                  |           |                                  |
| César Prates 57’ | Marcatori | 48’ (rig.) Corini 75’ Di Michele |

| Arbitro: | Tagliavento (Terni) |

|                  |           |                        |
| Gio. Tedesco 86’ | Marcatori | 17’ Totti 36’ Cassetti |

| Arbitro: | Mazzoleni (Bergamo) |

|                                     |           |                                  |
| Budjanskij 25’, 61’ M. Paolucci 47’ | Marcatori | 10’ Fábio Simplício 30’ Matusiak |

| Arbitro: | Dondarini (Finale Emilia) |

|                           |           |               |
| Corini 26’ Caracciolo 45’ | Marcatori | 94’ Maccarone |

| Arbitro: | Salati (Trento) |

|           |           |                           |
| Sivok 21’ | Marcatori | 14’ Caracciolo 71’ Corini |

### Coppa Italia
| Arbitro: | Rocchi (Firenze) |

|               |           |  |
| Bonazzoli 78’ | Marcatori |  |

| Arbitro: | Girardi (San Donà di Piave) |

|                       |           |                               |
| Guana 65’ Brienza 80’ | Marcatori | 13’, 54’ Flachi 34’ C. Zenoni |

### Coppa UEFA

#### Turni preliminari
| Arbitro: | Johannesson |

|  |           |                |
|  | Marcatori | 45’ Caracciolo |

| Arbitro: | Kasnaferis |

|                                         |           |  |
| Fábio Simplício 35’, 62’ Di Michele 68’ | Marcatori |  |

#### Fase a gironi
| Arbitro: | Yefet |

|              |           |                          |
| Streit 45+1’ | Marcatori | 49’ Brienza 87’ Zaccardo |

| Arbitro: | Jara |

|  |           |           |
|  | Marcatori | 37’ Luque |

| Arbitro: | Batista |

|                                        |           |  |
| Appiah 19’ Diego Lugano 60’ Tuncay 80’ | Marcatori |  |

| Arbitro: | Thomson |

|                  |           |                     |
| Gio. Tedesco 25’ | Marcatori | 58’ Fernando Baiano |

## Statistiche

### Statistiche di squadra
| Competizione | Punti | In casa | In casa | In casa | In casa | In casa | In casa | In trasferta | In trasferta | In trasferta | In trasferta | In trasferta | In trasferta | Totale | Totale | Totale | Totale | Totale | Totale | DR |
| Competizione | Punti | G       | V       | N       | P       | Gf      | Gs      | G            | V            | N            | P            | Gf           | Gs           | G      | V      | N      | P      | Gf     | Gs     | DR |
| ------------ | ----- | ------- | ------- | ------- | ------- | ------- | ------- | ------------ | ------------ | ------------ | ------------ | ------------ | ------------ | ------ | ------ | ------ | ------ | ------ | ------ | -- |
| Serie A      | 58    | 19      | 9       | 3       | 7       | 37      | 28      | 19           | 7            | 7            | 5            | 21           | 23           | 38     | 16     | 10     | 12     | 58     | 51     | +7 |
| Coppa Italia |       | 1       | 0       | 0       | 1       | 2       | 3       | 1            | 0            | 0            | 1            | 0            | 1            | 2      | 0      | 0      | 2      | 2      | 4      | -2 |
| Coppa UEFA   |       | 3       | 1       | 1       | 1       | 4       | 2       | 3            | 2            | 0            | 1            | 3            | 4            | 6      | 3      | 1      | 2      | 7      | 6      | +1 |
| Totale       |       | 23      | 10      | 4       | 9       | 43      | 33      | 23           | 9            | 7            | 7            | 24           | 28           | 46     | 19     | 16     | 10     | 67     | 61     | +6 |

### Andamento in campionato
| Giornata  | 1 | 2 | 3 | 4 | 5 | 6 | 7 | 8 | 9 | 10 | 11 | 12 | 13 | 14 | 15 | 16 | 17 | 18 | 19 | 20 | 21 | 22 | 23 | 24 | 25 | 26 | 27 | 28 | 29 | 30 | 31 | 32 | 33 | 34 | 35 | 36 | 37 | 38 |
| --------- | - | - | - | - | - | - | - | - | - | -- | -- | -- | -- | -- | -- | -- | -- | -- | -- | -- | -- | -- | -- | -- | -- | -- | -- | -- | -- | -- | -- | -- | -- | -- | -- | -- | -- | -- |
| Luogo     | C | T | C | T | T | C | T | C | T | C  | C  | T  | C  | T  | C  | T  | C  | T  | C  | T  | C  | T  | C  | C  | T  | C  | T  | C  | T  | T  | C  | T  | C  | T  | C  | T  | C  | T  |
| Risultato | V | V | V | P | V | P | V | V | V | V  | V  | P  | P  | N  | V  | P  | V  | N  | V  | N  | P  | V  | P  | N  | N  | N  | P  | N  | N  | N  | P  | N  | P  | V  | P  | P  | V  | V  |
| Posizione | 3 | 2 | 1 | 3 | 2 | 3 | 1 | 2 | 2 | 2  | 1  | 2  | 3  | 3  | 3  | 3  | 3  | 3  | 3  | 3  | 3  | 3  | 3  | 3  | 3  | 3  | 3  | 4  | 4  | 4  | 5  | 5  | 6  | 5  | 6  | 7  | 6  | 5  |

Legenda:

Luogo: C = Casa; T = Trasferta. Risultato: V = Vittoria; N = Pareggio; P = Sconfitta.

### Statistiche dei giocatori[14]
Sono in corsivo i calciatori che hanno lasciato la società a stagione in corso.
| Giocatore        | Serie A  | Serie A | Serie A     | Serie A    | Coppa Italia | Coppa Italia | Coppa Italia | Coppa Italia | Coppa UEFA | Coppa UEFA | Coppa UEFA  | Coppa UEFA | Totale   | Totale | Totale      | Totale     |
| Giocatore        | Presenze | Reti    | Ammonizioni | Espulsioni | Presenze     | Reti         | Ammonizioni  | Espulsioni   | Presenze   | Reti       | Ammonizioni | Espulsioni | Presenze | Reti   | Ammonizioni | Espulsioni |
| ---------------- | -------- | ------- | ----------- | ---------- | ------------ | ------------ | ------------ | ------------ | ---------- | ---------- | ----------- | ---------- | -------- | ------ | ----------- | ---------- |
| F. Agliardi      | 9        | -13     | -           | -          | 1            | -3           | -            | -            | 1          | -1         | -           | -          | 11       | -17    | -           | -          |
| Amauri           | 18       | 8       | 3           | 0          | 1            | 0            | 0            | 0            | 0          | 0          | 0           | 0          | 19       | 8      | 3           | 0          |
| A. Barzagli      | 36       | 1       | 2           | 0          | 1            | 0            | 1            | 0            | 5          | 0          | 1           | 0          | 42       | 1      | 4           | 0          |
| G. Biava         | 23       | 1       | 8           | 1          | 0            | 0            | 0            | 0            | 3          | 0          | 0           | 0          | 26       | 1      | 8           | 1          |
| C. Bovo          | 1        | 0       | 0           | 0          | 1            | 0            | 0            | 0            | 3          | 0          | 0           | 0          | 5        | 0      | 0           | 0          |
| M. Bresciano     | 34       | 6       | 3           | 0          | 1            | 0            | 0            | 0            | 4          | 0          | 0           | 0          | 39       | 6      | 3           | 0          |
| F. Brienza       | 22       | 0       | 4           | 0          | 2            | 1            | 0            | 0            | 5          | 1          | 0           | 0          | 29       | 2      | 4           | 0          |
| C. Capuano       | 7        | 1       | 1           | 0          | 0            | 0            | 0            | 0            | 2          | 0          | 0           | 0          | 9        | 1      | 1           | 0          |
| A. Caracciolo    | 29       | 5       | 5           | 1          | 2            | 0            | 0            | 0            | 6          | 1          | 2           | 0          | 37       | 6      | 7           | 1          |
| M. Cassani       | 30       | 0       | 4           | 0          | 2            | 0            | 0            | 0            | 5          | 0          | 2           | 0          | 37       | 0      | 6           | 0          |
| E. Cavani        | 7        | 2       | 3           | 0          | 0            | 0            | 0            | 0            | 0          | 0          | 0           | 0          | 7        | 2      | 3           | 0          |
| M. Ciaramitaro   | 6        | 0       | 2           | 0          | 0            | 0            | 0            | 0            | 0          | 0          | 0           | 0          | 6        | 0      | 2           | 0          |
| E. Corini        | 27       | 10      | 9           | 0          | 0            | 0            | 0            | 0            | 2          | 0          | 1           | 0          | 29       | 10     | 10          | 0          |
| A. Cossentino    | 0        | 0       | 0           | 0          | 2            | 0            | 0            | 0            | 1          | 0          | 0           | 0          | 3        | 0      | 0           | 0          |
| P. H. Dellafiore | 7        | 0       | 0           | 0          | 2            | 0            | 0            | 0            | 4          | 0          | 1           | 0          | 13       | 0      | 1           | 0          |
| D. Di Michele    | 29       | 9       | 6           | 0          | 0            | 0            | 0            | 0            | 4          | 1          | 1           | 0          | 33       | 10     | 7           | 0          |
| A. Diana         | 26       | 1       | 4           | 0          | 0            | 0            | 0            | 0            | 3          | 0          | 0           | 0          | 29       | 1      | 4           | 0          |
| N. Ficano        | 0        | 0       | 0           | 0          | 2            | 0            | 0            | 0            | 1          | 0          | 0           | 0          | 3        | 0      | 0           | 0          |
| A. Fontana       | 31       | 0       | 3           | 0          | 0            | 0            | 0            | 0            | 4          | 0          | 0           | 0          | 35       | 0      | 3           | 0          |
| G. Giacomazzi    | 7        | 0       | 1           | 0          | 0            | 0            | 0            | 0            | 0          | 0          | 0           | 0          | 7        | 0      | 1           | 0          |
| R. Guana         | 33       | 0       | 9           | 1          | 1            | 1            | 0            | 0            | 6          | 0          | 2           | 0          | 40       | 1      | 11          | 1          |
| R. Matusiak      | 3        | 1       | 0           | 0          | 0            | 0            | 0            | 0            | 0          | 0          | 0           | 0          | 3        | 1      | 0           | 0          |
| G. Munari        | 0        | 0       | 0           | 0          | 2            | 0            | 0            | 0            | 3          | 0          | 0           | 0          | 5        | 0      | 0           | 0          |
| F. Parravicini   | 8        | 0       | 0           | 0          | 1            | 0            | 0            | 0            | 5          | 0          | 0           | 0          | 14       | 0      | 0           | 0          |
| M. Pisano        | 33       | 0       | 8           | 1          | 1            | 0            | 0            | 0            | 5          | 0          | 2           | 0          | 39       | 0      | 10          | 1          |
| Fábio Simplício  | 33       | 5       | 6           | 4          | 2            | 0            | 0            | 0            | 6          | 2          | 1           | 0          | 41       | 7      | 7           | 4          |
| S. Sirigu        | 0        | 0       | 0           | 0          | 1            | 0            | 0            | 0            | 1          | 0          | 0           | 0          | 2        | 0      | 0           | 0          |
| G. Tedesco       | 26       | 3       | 1           | 0          | 2            | 0            | 0            | 0            | 3          | 1          | 0           | 0          | 31       | 4      | 1           | 0          |
| C. Zaccardo      | 36       | 5       | 6           | 1          | 1            | 0            | 0            | 0            | 5          | 1          | 2           | 0          | 42       | 6      | 8           | 1          |